# Hohenstein (Thüringen)
Hohenstein is een gemeente in de Duitse deelstaat Thüringen, en maakt deel uit van het Landkreis Nordhausen.
Hohenstein telt 2.105 inwoners. Het gestuur van de gemeente zetelt in het dorp Klettenberg.

## Dorpen
De gemeente telt negen dorpen en twee gehuchten. De dorpen zijn:
1. Branderode
2. Holbach
3. Klettenberg
4. Liebenrode
5. Limlingerode
6. Mackenrode
7. Obersachswerfen
8. Schiedungen
9. Trebra